# Конкавна огледала
Конкавна огледала или издубљена огледала су огледала код којих светлост пада на издубљену површину. Сва огледала која нису равна могу бити конкавна (издубљена) и конвексна (испупчена). Најчешће конкавно огледало је издубљена површина сфере. Зраци се о сферно огледало одбијају под углом који је једнак упадном, јер Закон одбијања важи за сваку 
површину, без обзира да ли је равна или крива.

## Лик код конкавног огледала
За добијање лика предмета користи се карактеристични зраци, јер је њихов правац након одбијања познат. Карактеристични зраци конкавног огледала су:
- Зрак који од предмета иде паралелно главној оптичкој оси. Он после одбијања пролази кроз фокус.
- Зрак који полази од предмета и пролази кроз жижу, а после одбијања је паралелан главној оптичкој оси.
- Зрак који иде од предмета и пролази кроз центар кривине пада нормално на огледало, а одбија се од њега у истом правцу, само у супротном смеру.
- Зрак који полази од предмета пада у теме огледала под неким углом, одбија се под истим тим углом.

У зависности од положаја предмета и темена огледала, лик предмета може да буде реалан или имагинаран, увећан или умањен, усправан или обрнут.

## Врсте конкавних огледала
У пракси се најчешће узима сферно огледало као довољно добро конкавно огледало. Пошто су елиптична и сферна огледала само делови сфере и параболоида, разлика између сферног и параболичног огледала је толико мала да се мери десетинама микрометра, али је зато велика разлика у квалитету слике коју дају.

### Сферно огледало
Сферно огледало је део углачане сферне површи са рефлексионим слојем.
Елементи сферног огледала су:
- центар кривине
- полупречник кривине
- теме огледала
- главна оса
- жижа или фокус
- жижна даљина

Једначина огледала даје везу између жижне даљине и даљине лика и предмета. За сферно огледало, једначина огледала је:
{\displaystyle {\frac {1}{p}}+{\frac {1}{l}}={\frac {1}{f}}}
Конструкција лика код конкавних сферних огледала:

### Параболично огледало
Параболично огледало је закривљеније у средини него на рубу. Попречни пресек огледала је парабола са теменом у средишту огледала. Закривљеност параболичног огледала је у свакој тачки другачија, а формула за полупречник закривљености је: {\displaystyle R={\frac {\sqrt[{3}]{4f^{2}+x^{2}}}{4f^{2}}},}
где је f жижна даљина огледала, а x растојање тачке од y-осе за коју рачунамо закривљеност. Очигледно је да се удаљавањем од темена огледала (тачка пресека огледала и главне оптичке осе) закривљеност смањује јер је полупречник све већи. Вредност променљиве x се креће у интервалу од нуле (теме огледала) до полупречника огледала (ивица огледала).
Формула која описује колико треба удубити стакло у свакој тачки у зависности од њеног растојања од главне оптичке осе за контролисање изгледа огледала током израде је {\displaystyle h={\frac {D^{2}-4r^{2}}{16f}}}

## Увећање и умањење лика
Увећање и умањење лика се израчунава тако што се даљина лика подели са даљином предмета:
{\displaystyle u={\frac {l}{p}}}